# Селакович, Никола
Нико́ла Села́кович (серб. Никола Селаковић / Nikola Selaković; 25 июля 1995, Смедерево) — сербский гребец, выступал за национальную сборную Сербии по академической гребле в начале 2010-х годов. Бронзовый призёр чемпионата Европы, чемпион мира среди юниоров, победитель и призёр многих регат национального значения.

## Биография
Никола Селакович родился 25 июля 1995 года в городе Смедерево Подунайского округа Югославии. Активно заниматься греблей начал в возрасте четырнадцати лет в 2009 году, проходил подготовку в местном одноимённом гребном клубе «Смедерево».
Дебютировал на международной арене в 2011 году, выступив на чемпионате мира среди юниоров в английском Итоне — в программе парных четвёрок дошёл до третьего финала «С».
Первого серьёзного успеха на взрослом международном уровне добился в сезоне 2012 года, когда вошёл в основной состав сербской национальной сборной и побывал на чемпионате Европы в итальянском Варесе, откуда привёз награду бронзового достоинства, выигранную в зачёте безрульных распашных четырёхместных экипажей лёгкого веса совместно с партнёрами Милошем Станоевичем, Ненадом Бабовичем и Милошем Томичем — лучше них финишировали только команды из Италии и Великобритании.
В 2013 году Селакович одержал победу на юниорском чемпионате мира в Минске, где выступал в зачёте восьмёрок. Последний раз показал сколько-нибудь значимый результат на международной арене в сезоне 2014 года, когда стартовал на молодёжном мировом первенстве в Варесе и в четвёрках безрульных сумел добраться до финала «Б», где финишировал четвёртым.